# جراسيا قاصين
جراسيا قاصين، ممثلة مصرية. توفيت في إسرائيل، وأختها الممثة صالحة قاصين.

## أعمالها
- خفير الدرك.
- لعبة الست.
- الماضي المجهول.
- أحمر شفايف.
- البريمو.
- قلبى دليلي.
- نحو المجد.
- المصري أفندي.
- فاطمة وماريكا وراشيل.
- شارع البهلوان.
- الآنسة ماما.
- إسماعيل ياسين في بيت الأشباح.
- من غير وداع.
- المنتصر.
- على كيفك.
- ظلموني الحبايب (فيلم)

## روابط خارجية
- جراسيا قاصين على موقع IMDb (الإنجليزية)
- جراسيا قاصين على موقع الدهليز
- جراسيا قاصين على موقع قاعدة بيانات الأفلام العربية